# Decadencia bizantina

Mapa de los cambios en las fronteras del Imperio bizantino. Las fechas representadas son:
476 (caída del Imperio romano de Occidente; en Oriente, Basilisco depuesto y Zenón restaurado),
550 (reclamaciones de Justiniano I sobre Occidente; Reino ostrogodo de Italia),
717 (reinado de León III; 2.º asedio árabe de Constantinopla),
867 (comienzo del reinado de Basilio I),
1025 (muerte de Basilio II; comienza el mandato de Constantino VIII),
1095 (Alejo I Comneno pide ayuda a Occidente contra los turcos selyúcidas),
1170 (alianza entre Amalarico I de Jerusalén y Manuel I),
1270 (reinado de Miguel VIII), y
1400 (final de las guerras otomano-bizantinas).

Como decadencia del Imperio bizantino se refiere a la progresiva pauperización política, social, económica y militar que llevó al colapso y desaparición del Imperio Romano de Oriente.
El imperio bizantino sufrió varios ciclos de crecimiento y decadencia, en el transcurso de casi un millar de años, incluyendo las grandes pérdidas territoriales durante la conquista árabe del siglo VII. Sin embargo, los historiadores modernos están de acuerdo en que el inicio de la decadencia final del imperio comenzó en el siglo XI. [cita requerida]
En el siglo XI el Imperio experimentó una gran catástrofe en la que la mayoría de sus territorios centrales en Anatolia pasaron a mano de los turcos selyúcidas tras la batalla de Manzikert y la posterior guerra civil. Al mismo tiempo, el Imperio perdió sus últimos territorios italianos ante el avance del Reino normando de Sicilia, y tuvo que hacer frente a numerosos ataques contra sus posesiones en los Balcanes. Estos acontecimientos hicieron que el emperador Alejo I Comneno pidiera ayuda a los estados cristianos occidentales, lo que dio lugar a la primera cruzada. Sin embargo, las concesiones económicas a las repúblicas italianas de Venecia y Génova debilitaron el control del Imperio sobre sus propias finanzas, especialmente a partir del siglo XIII, mientras que las tensiones con el oeste acabaron llevando al saqueo de Constantinopla por parte de las fuerzas de la cuarta cruzada en 1204 y el desmembramiento del Imperio. 
Aunque un puñado de Estados bizantinos pudieron sobrevivir y acabaran recuperando Constantinopla en 1261, el Imperio había quedado severamente debilitado. A largo plazo, el ascenso del poder turco en Anatolia, lo que concluiría finalmente con el nacimiento del Imperio otomano, que rápidamente conquistó el corazón del territorio bizantino durante los siglos XIV y XV, que acabaría culminando con la caída de Constantinopla ante el ejército del Sultán Mehmet II el Conquistador en el año 1453.

## Cronograma de la decadencia
Se relacionan a continuación los acontecimientos más destacados relacionados con la decadencia del imperio Bizantino:
- La batalla de Manzikert en 1071, en la que el emperador Romano IV Diógenes resultó capturado por el ejército del Sultán Selyúcida Alp Arslan. La derrota provocó el estallido de una guerra civil que duraría diez años, en la que ocho diferentes revueltas que tuvieron lugar. El daño fue incrementado por el uso de mercenarios turcos por las diversas facciones, que en algunos casos llevaron a la ocupación turca de ciudades y regiones enteras. Un ejemplo notable es el de la revuelta de Nicéforo Meliseno en 1080, en el que las ciudades que él había ocupado y guarnecido con soldados turcos en Jonia, Frigia, Galacia, Bitinia permanecieron en su poder incluso tras el fin de la revuelta, incluyendo Nicea, que por un tiempo se convirtió en la capital del Sultanato de Rum.

- La batalla de Miriocéfalo en 1176, en el que un ejército liderado por el emperador Manuel I Comneno intentó capturar la capital turca de Konya, pero fue emboscado en un estrecho paso de montaña y derrotado por el ejército del Sultán turco Kilij Arslan II. La batalla se considera significativa, tanto porque puso fin a los planes bizantinos de recuperar la Anatolia central, como por el efecto psicológico que tuvo tanto sobre el propio emperador, como sobre la reputación internacional del imperio. Tras la muerte de Manuel en 1180, los Selyúcidas aprovecharon la victoria para expandir su poder a expensas de los Bizantinos, mientras que el sucesor de Manuel, el adolescente Alejo II fue derrocado en un golpe de Estado.

- El saqueo de Constantinopla en 1204 significó la partición del Imperio entre la República de Venecia y un ejército Cruzado dirigido por Bonifacio I, marqués de Monferrato. Se creó un nuevo Imperio latino, dirigido por Balduino I. Aunque surgieron Estados bizantinos sucesores en Nicea, Trebisonda y Epiro, y se recuperó la capital en 1261, muchos historiadores consideran que esto fue un golpe fatal para el Imperio bizantino.

- Las guerras civiles bizantinas del siglo XIV, incluyendo la guerra civil de 1321-1328 y la de 1341-1347, que agotaron las escasas fuerzas que aún le quedaban al imperio. La caída de Galípoli en 1354 permitió a los turcos otomanos penetrar en Europa, ante un Imperio que no podía detenerlos. Este evento ha sido visto por los historiadores modernos, tales como Donald M. Nicol como el punto de no retorno para el Imperio bizantino, después del cual su caída era prácticamente inevitable.

## Causas del declive

### Las guerras civiles
Probablemente la causa más importante de Bizancio del colapso fueron sus continuas guerras civiles. Tres de los peores períodos de guerra civil interna y luchas internas se dieron durante el declive del Imperio. Cada guerra civil coincidía con una catastrófica reducción del poder e influencia bizantina, de las que nunca se recuperaba antes de la siguiente crisis. 
Entre 1071 y 1081 hubo ocho revueltas: 
- 1072: Levantamiento de Jorge Voiteh
- 1073-1074: Revuelta de Roussel de Bailleul, que proclama emperador al césar Juan Dukas.
- 1077-1078: Rebelión exitosa y usurpación por parte de Nicéforo III.
- 1077-1078: Revuelta de Nicéforo Brienio el Viejo contra Miguel VII Ducas y Nicéforo III, derrotado en la Batalla de Calaure.
- 1078: Revuelta de Filareto Brajamio contra Miguel VII Ducas.
- 1078: Revuelta de Nicéforo Basilakes contra Nicéforo III
- 1080-1081: Revuelta de Nicéforo Meliseno contra Nicéforo III.
- 1081: Rebelión y usurpación de Alejo I Comneno.

A este periodo le siguió uno de estabilidad dinástica en la que el Imperio estuvo en manos de la dinastía de los Comneno, bajo Alejo I (1081-1118), Juan II (1118-43) y Manuel I (1143-1180). En conjunto, estos tres emperadores fueron capaces de restaurar parcialmente la fortuna del Imperio, pero nunca llegaron a deshacer el daño causado por los conflictos del siglo XI ni de recuperar las fronteras anteriores a 1071. 
El segundo período de la guerra civil tuvo lugar tras la muerte de Manuel en 1180. El hijo de Manuel, Alejo II Comneno fue derrocado en 1183 por Andrónico I Comneno, cuyo reinado del terror desestabilizó totalmente el Imperio y finalizó con su derrocamiento y muerte en Constantinopla en el año 1185. La dinastía Angelos, que gobernó el Imperio Bizantino entre 1185 y 1204 está considerada como una de las más inútiles y fracasadas administraciones en la historia del imperio. Durante este período, Bulgaria, Serbia y Croacia se separaron del Imperio, y más territorios fueron perdidos frente a los turcos selyúcidas. En 1203, el encarcelado exemperador Alejo IV Angelos escapó de la cárcel y huyó hacia el oeste, donde prometió a los líderes de la cuarta cruzada un pago generoso si lo ayudaban a recuperar el trono. Estas promesas, sin embargo, resultarían imposibles de cumplir; todo esto acabó llevando al saqueo de Constantinopla; la ciudad fue incendiada, saqueada y destruida y miles de ciudadanos fueron asesinados, muchos de los supervivientes huyeron, y gran parte de la ciudad se convirtió en una zona despoblada. El daño al Imperio bizancio fue incalculable; muchos historiadores apuntan a este momento como un golpe fatal para Bizancio. Aunque el Imperio fue reformado en 1261 tras la reconquista de la ciudad por las fuerzas del Imperio de Nicea, el daño nunca sanó del todo y el Imperio no volvería nunca a gozar de su extensión, riqueza y poder anterior. 
El tercer período de la guerra civil tuvo lugar en el siglo XIV. Separado en dos períodos de guerra civil, utilizando fuerzas mercenarias, turcas y catalanas, que a menudo operaban de forma independiente con sus propios comandantes, y a menudo atacando y destruyendo las propias tierras bizantinas, este periodo arruinó totalmente la economía doméstica y dejó al Estado virtualmente indefenso e invadido por sus enemigos. Los conflictos entre Andrónico II y Andrónico III, y más tarde entre Juan VI Cantacuceno y Juan V Paleólogo, marcaron el final de la ruina de Bizancio. La guerra civil de 1321-1328 permitió a los turcos hacer considerables avances en Anatolia y establecer su capital en Bursa, a 100 kilómetros de Constantinopla. La guerra civil de 1341-1347 vio la explotación del Imperio bizantino por los serbios, cuyo gobernante aprovechó el caos para proclamarse emperador de los serbios y griegos. El rey serbio Stefan Uroš IV Dušan ganó importantes extensiones en la Macedonia bizantina en 1345 y conquistó grandes porciones de Tesalia y Epiro, en el año 1348. Con el fin de asegurar su autoridad durante la guerra civil, Cantacuceno contrató mercenarios turcos. Aunque estos mercenarios resultaron de cierta utilidad, en 1352 conquistaron Galípoli a los bizantinos. Hacia 1354, el Imperio estaba formado por Constantinopla y Tracia, la ciudad de Tesalónica, y algunos de territorio en la Morea.

### Caída del sistema de Themas
La desintegración del tradicional sistema militar bizantino, basado en themas, jugó un papel en su declive. Esta estructura, que disfrutó de su mejor época entre 650 a 1025, consistía en la división del imperio en varias regiones que contribuían de manera local a reclutar tropas para los ejércitos imperiales. El sistema proporcionaba un medio eficaz y barato para movilizar a un gran número de hombres, lo que permitía disponer de un ejército relativamente grande y poderoso – sólo el ejército de la thema de Thrakesion proporcionaba unos 9600 hombres en el período 902-936, por ejemplo. Pero a partir del siglo XI, el sistema comenzó a decaer sin que se pusieran medios. Esto influyó de manera decisiva en la pérdida de Anatolia a finales de ese siglo.
En el siglo XII, los Comnenos reestablecieron una fuerza miliar efectiva. Manuel I Comneno, por ejemplo, fue capaz de reunir un ejército de más de 40.000 hombres. Sin embargo, el sistema de themas nunca fue sustituido por una alternativa viable a largo plazo, y el resultado fue un imperio que dependía más que nunca del poder particular de cada emperador o dinastía. El colapso del poder imperial y de la autoridad después de 1185 reveló lo erróneo de este planteamiento. Tras la deposición de Andrónico I Comneno en 1185, la dinastía de los Angeloi presenció un período de declive militar. A partir de 1185, los emperadores bizantinos se encontraban cada vez con más dificultades a la hora de reunir y financiar sus ejércitos, y el fracaso en sus intentos para sostener el Imperio puso al descubierto las limitaciones y debilidades de todo el sistema militar bizantino, dependiente cada vez más de la capacidad del emperador. 
Pese a la restauración de los Paleólogos, Bizancio nunca recuperó su antiguo esplendor. En el siglo XIII, el ejército imperial apenas alcanzaba los 6000 hombres. Como una de las principales fortalezas del estado bizantino, la desaparición del sistema de themas debilitó la estructura del Imperio. 

### Aumento de la dependencia de los mercenarios
Ya en épocas tan antiguas como la invasión de África por Belisario, se utilizaban soldados extranjeros en las guerras. Aunque la intervención militar extranjera no era un fenómeno nuevo, la confianza en la misma, y su capacidad para dañar las instituciones políticas, sociales y económicas se incrementaron dramáticamente en los siglos XI, XIII, XIV y XV. Durante el siglo XI se produjo un incremento de las tensiones entre las facciones cortesana y militar. Hasta mediados del siglo XI el imperio había sido controlado básicamente por líderes militares como Basilio II y Juan I Tzimisces, aunque la crisis sucesoria que siguió a Basilio II provocó el aumento de la incertidumbre en el futuro de la política. El ejército exigía el ascenso al trono de las hijas de Constantino VIII por su relación con Basilio II, lo que llevó a varios matrimonios y a que se incrementar el poder de la facción Cortesana,lo que culminó tras la derrota de Manzikert. Con el estallido de las guerras civiles, las tensiones entre militares y cortesanos alcanzaron su punto álgido y comenzó la contratación de mercenarios turcos. Estos mercenarios contribuyeron a la pérdida de Anatolia al incorporar más soldados turcos al imperio, y al dar a estos soldados una cada vez mayor presencia en la política Bizantina. Estas intervenciones también contribuyeron a desestabilizar aún más al sistema político.
La dependencia de la intervención militar y financiación extranjera por motivos políticos, continuó incluso durante la Restauración Comnena, con Alejo I contratando mercenarios turcos en las guerras civiles que le enfrentaron a Nicéforo III. En 1204, Alejo IV Angelo solicitó la intervención de soldados latinos para reclamar el trono de Bizancio, que llevó al saqueo de Constantinopla, y la creación de los estados sucesores.

### Pérdida de control sobre los ingresos
Las concesiones económicas a las repúblicas italianas de Venecia y Génova debilitaron el control del imperio sobre sus propias finanzas, especialmente a partir de la ascensión al trono de Miguel VIII Paeólogo a partir del siglo XIII. En esta época era común que los emperadores buscaran financiación de Venecia, Génova, y los Turcos. Esto llevó a una serie de desastrosos acuerdos comerciales con los estados italianos que agotaron una de las principales fuentes de ingresos imperiales. Esto condujo a la competencia entre Venecia y Génova por situar en el trono a los emperadores más favorables para sus propios intereses, provocando una mayor inestabilidad en la política bizantina.
En el momento del estallido de la guerra bizantino–genovesa, sólo el 13% de los derechos aduaneros por cruzar del estrecho del Bósforo acababa en las arcas imperiales. El 87% restante era recaudado por los genoveses de su colonia de Gálata. Génova obtenía 200.000 hyperpyra anuales por este concepto, mientras que Constantinopla recibía tan solo unos 30.000. La pérdida de control sobre sus propias fuentes de ingresos contribuyó a acelerar el declive del Imperio. Al mismo tiempo, el sistema de pronoia (concesiones de tierras a cambio de servicios militares), se convirtió cada vez en un sistema cada vez más corrupto y disfuncional, y hacia el siglo XIV muchos de los nobles del Imperio ni pagaban impuestos ni servían en los ejércitos del imperio. Esto socavó aún más la base financiera del Estado, e incrementó la necesidad del apoyo de mercenarios poco fiables, lo que, a su vez, aceleró aún más el final del Imperio.

### La unión fallida de las Iglesias

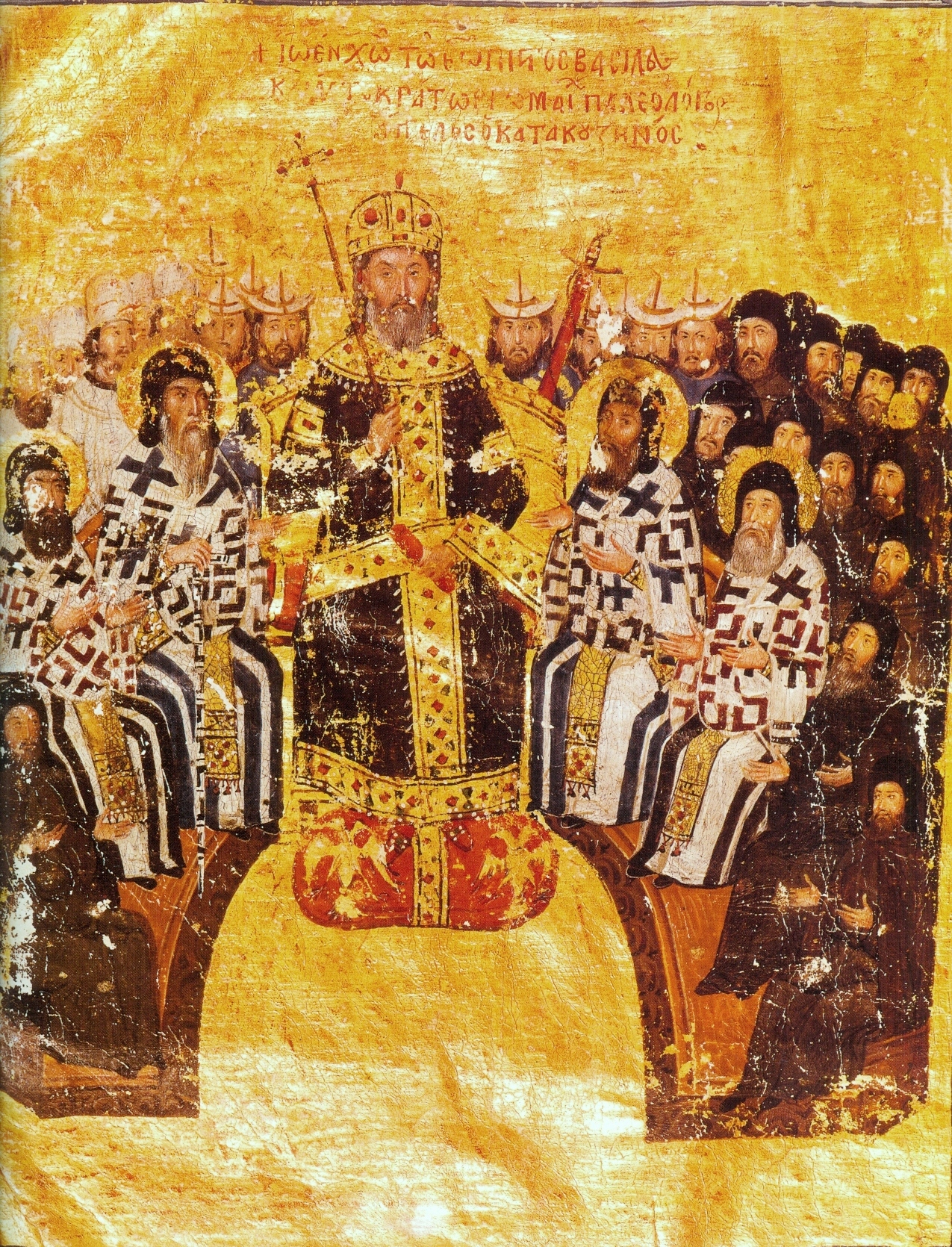
Juan VI Cantacuceno preside un sínodo del cleroortodoxo en 1351. A pesar del retorno a la ortodoxia después de 1282, Bizancio fue incapaz de restaurar la armonía. Juan VI abdicó en 1354; la guerra civil con Juan V Paleólogo debilitó al Imperio

El emperador Miguel VIII Paleólogo firmó una unión con la Iglesia católica en el siglo XIII con la esperanza de evitar un ataque desde Occidente, pero la medida no tuvo éxito. Los enemigos occidentales del imperio pronto comenzaron a atacar el imperio, mientras que la unión de las iglesias creó unas profundas divisiones sociales, fragmentando la sociedad bizantina. La polémica sobre la iglesia de la unión no proporcionó al imperio ningún beneficio a largo plazo, pero llenó las prisiones de disidentes y de clero ortodoxo. Esto socavó la legitimidad de la dinastía Paleólogo y agravó aún más la división social que influiría en la pérdida de Anatolia ante los turcos.
Bizancio envió legados al Concilio de Lyon, el 24 de junio de 1274. En la cuarta sesión se concluyó el acta de unión, aunque  la muerte del Papa Gregorio hizo que no llegaran las ganancias esperadas.
Mientras que la unión tenía detractores en todos los niveles de la sociedad, era especialmente rechazada por las clases populares, dirigida por los monjes y los partidarios del depuesto patriarca Arsenios, conocidos como arsenitas. Uno de los principales opositores a la unión era la propia hermana de Miguel, Eulogia (también llamada Irene), que huyó a la corte de su hija María Paleóloga Cantacucena, zarina de los búlgaros, desde donde conspiró, sin éxito, en contra de Miguel. Más grave fue la oposición de los hijos de Miguel de Epiro, Nicéforo I Comneno Ducas y su medio hermano Juan el Bastardo: se postularon como defensores de la Ortodoxia y dieron su apoyo a los anti unionistas que huían de Constantinopla. Miguel respondió en un primer momento con relativa indulgencia, con la esperanza de ganarse a la oposición por la persuasión, pero, finalmente, ante la virulencia de las protestas decidió recurrir a la fuerza. Muchos de los anti-unionistas fueron cegados o exiliados. Dos destacados monjes, Meletio y Ignatios, fueron castigados: al primero se le cortó la lengua y el segundo fue cegado. Incluso funcionarios imperiales fueron tratado con dureza, y se decretó la pena de muerte por simplemente leer o poseer folletos contra el Emperador. "De la intensidad de estos desórdenes, equivalente casi a las guerras civiles", concluye Geanakoplos, "podría parecer que se había pagado un precio demasiado grande por el bien de la unión."
La situación religiosa continuó empeorando. Los arsenitas encontraron amplio apoyo en las provincias anatolias, y Miguel respondió con crueldad: según Vryonis, "Estos elementos fueron apartados del ejército o de lo contrario, alienados, se unieron a los turcos". Otro intento de expulsar a los turcos del valle del Menderes en 1278 tuvo un éxito limitado, pero Antioquía de Menderes estaba irremisiblemente perdida y cuatro años más tardes se perederían tambiénTralles y Nyssa,.
El 1 de mayo de 1277, Juan el Bastardo convocó un sínodo en Neopatras que anatematizó al emperador, al patriarca y al papa como herejes. En respuesta, se convocó un sínodo en la iglesia de Santa Sofía el 16 de julio, donde tanto Nicéforo como Juan fueron igualmente anatematizados. Juan convocó una último sínodo en Neopatras en diciembre de 1277, donde un consejo anti-unión formado por ocho obispos, algunos abades, y un centenar de monjes, anatematizaron de nuevo al emperador, al patriarca y al papa.

## Conflicto con los cruzados y los turcos

### Los cruzados
Aunque las cruzadas ayudaron a Bizancio a repeler los ataques turcos se implicaron más allá de la ayuda militar solicitada por Alejo I. En lugar de actuar según las necesidades estratégicas de la guerra contra los turcos, los cruzados estaban más preocupados por la reconquista de Jerusalén, y en lugar de devolver los territorios a Bizancio, los cruzados establecieron sus propios principados, convirtiéndose en rivales territoriales del Imperio.
Esto ya había sucedido durante la tercera cruzada, lo que llevó al emperador Isaac II Angelos a firmar un pacto secreto con Saladino para dificultar el progreso de Federico Barbarroja, pero el conflicto abierto entre los cruzados y Bizancio estalló durante la cuarta cruzada, que concluyó con el saqueo de Constantinopla en 1204. Constantinopla se había convertido propiamente en un Estado cruzado, conocido como Imperio latino en la historiografía, pero desde siendo una frankokratia o "poder Franco" desde el punto de vista griego. Los vestigios del poder imperial se conservaron en los pequeños principados del Imperio de Nicea, Trebisonda y el Epiro. Gran parte de los esfuerzos de los emperadores niceos se dedicaron entonces a combatir a los latinos, e incluso después de la recuperación de Constantinopla a los Paleólogos en 1261, el Imperio siguió luchando contra sus vecinos latinos, contribuyendo al fracaso final de las cruzadas hacia 1291.

### Aumento de los selyúcidas y otomanos
Después de los Comnenos no hubo ningún emperador con la capacidad ni la fuerza necesarias para expulsar a los turcos de Asia Menor, y la preocupación de los emperadores nicenos por recuperar Constantinopla significó un desvío de recursos hacia el oeste. Como consecuencia, la posición bizantina en la zona se vio debilitada, lo que llevó a la pérdida total de los territorios asiáticos en 1338.
La desintegración de los turcos selyúcidas dio lugar a la aparición de los turcos otomanos. Su primer líder destacado fue Osmán I Bey, que consiguió unir a los guerreros Ghazi y se hizo con un dominio ubicado al noroeste de Asia Menor. Los intentos por parte de los emperadores bizantinos de expulsar a los otomanos fueron infructuosos, y cesaron tras la batalla de Pelekanon en 1329. Después de un periodo de conflictos internos dentro del Imperio, los otomanos sometieron a los bizantinos como vasallos a finales del siglo XIV y los intentos por librarse de esta situación culminaron con la Caída de Constantinopla en 1453.